# Vitis amurensis
Vitis amurensis, auch Amur-Rebe genannt ist eine Pflanzenart aus der Gattung Weinreben (Vitis) innerhalb der Familie Weinrebengewächse (Vitaceae). Diese Wildreben-Art kommt mit zwei Varietäten nur im östlichen Asien vor.

## Beschreibung

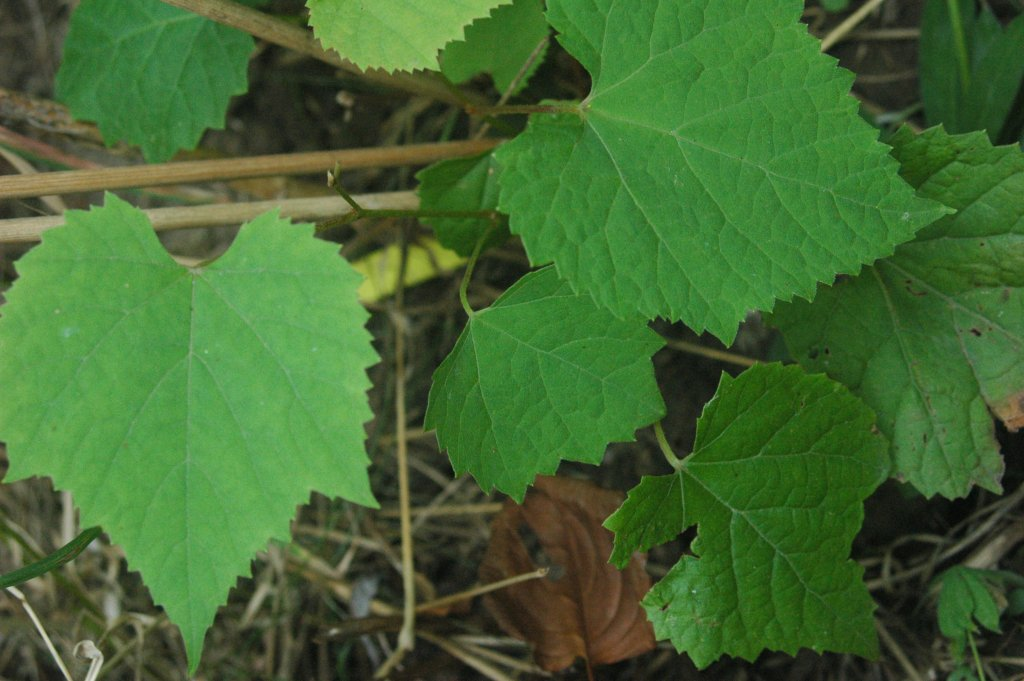
Gestielte Laubblätter im Sommer

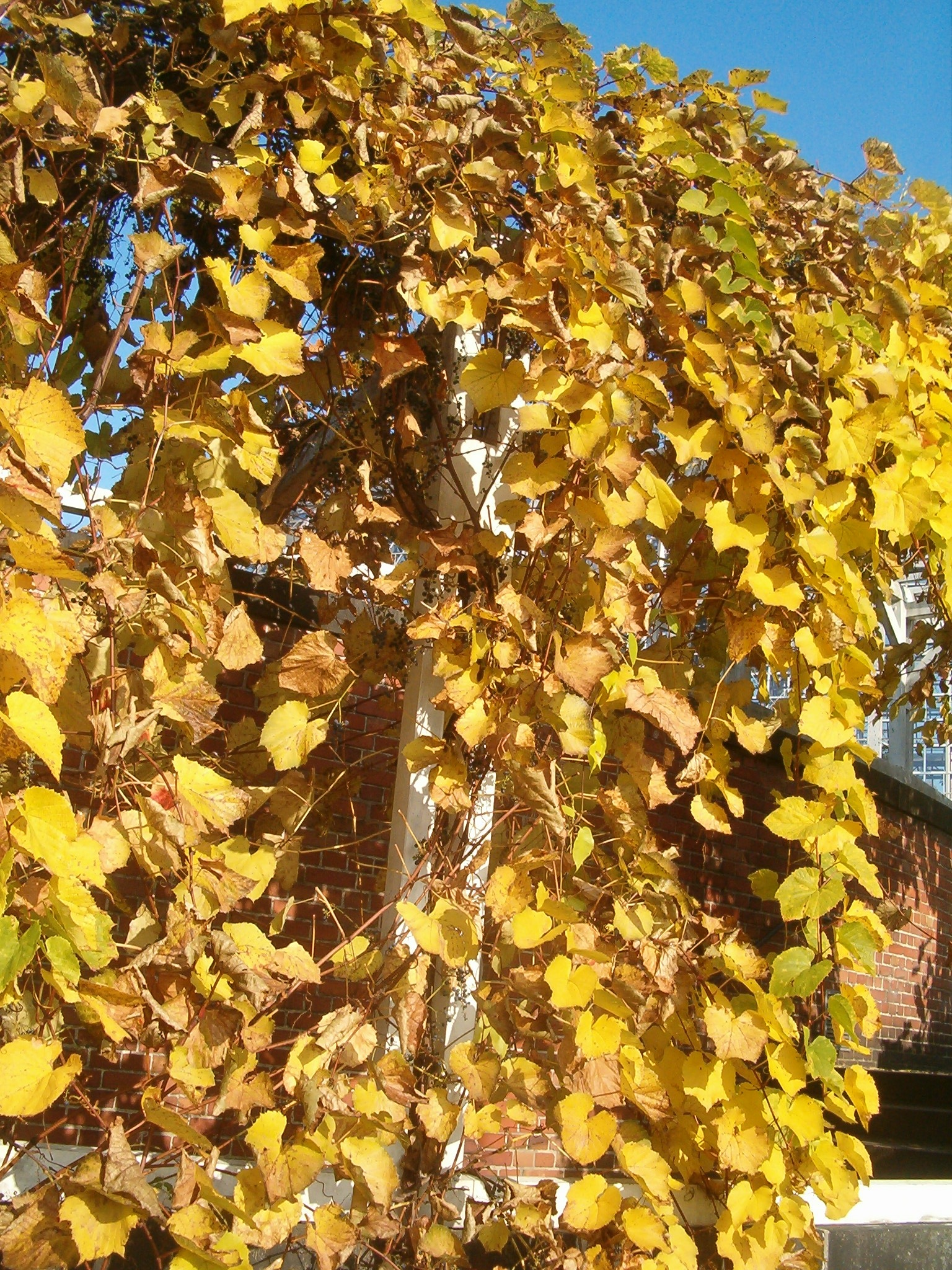
Im Herbst mit reifen Früchten

### Erscheinungsbild und Ranke
Vitis amurensis wächst als kletternder Strauch bis Liane. Die Rinde der stielrunden Zweige ist anfangs spärlich mit spinnenförmigen Haaren (Trichomen) wollig bedeckt und ist später kahl. Die gegenüber den Laubblättern inserierten Ranken sind zwei- oder dreigabelig.

### Blatt
Die wechselständig angeordneten Laubblätter sind in Blattstiel und Blattspreite gegliedert. Der 4 bis 14 cm lange Blattstiel ist anfangs spärlich mit spinnenförmigen Haaren wollig bedeckt und verkahlt manchmal. Die einfachen gelappten Blattspreite sind bei einer Länge von 6 bis 24 cm und einer Breite von 5 bis 21 cm breit eiförmig mit herzförmigen Spreitengrund. Die Blattlappen besitzen gerundete bis stumpfe, selten spitze Einbuchtungen und spitze bis zugespitzte obere Enden. Der Blattrand besitzt etwas unregelmäßig auf jeder Seite 28 bis 36 scharfe Zähne. Die Blattoberseite ist anfangs spärlich mit spinnenförmigen Haaren wollig bedeckt und verkahlt dann. Die fünf basalen Nerven und fünf oder sechs Paare Seitennerven sind auf der Blattoberseite deutlich bis etwas eingesenkt und auf der Blattoberseite deutlich erkennbar sowie mehr oder weniger erhaben, meist flaumig behaart oder verkahlend. Die häutigen, braunen Nebenblätter sind 4 bis 8 mm lang sowie 3 bis 5 mm breit mit glatten Rand und stumpfem oberen Ende.

### Blütenstand und Blüte
Die Blütezeit reicht in China von Mai bis Juni. Der den Laubblättern gegenüber stehende, lockere, rispige Blütenstand ist 5 bis 13 cm lang. Die gut entwickelten Blütenstandsachsen sind anfangs spärlich mit spinnenförmigen Haaren wollig bedeckt und verkahlen manchmal. Die 2 bis 6 mm langen Blütenstiele sind kahl.
Vitis amurensis ist polygam, zweihäusig getrenntgeschlechtig (diözisch). Die Blütenknospen sind bei einer Länge von 1,5 bis 3 mm verkehrt-eiförmig mit gerundetem oberen Ende. Die meist funktional eingeschlechtigen Blüten sind radiärsymmetrisch und fünfzählig mit doppelter Blütenhülle. Der kahle Kelch ist 0,2 bis 0,3 mm lang mit fast glatten Rand. Die fünf Kronblätter sind an der Spitze verwachsen und heben sich beim Aufblühen als Ganzes mützenartig (Calyptra) ab. Der auffällige Diskus ist 0,3 bis 0,5 mm groß. Es ist nur der innere Kreis mit fünf Staubblättern vorhanden. In männlichen Blüten sind die am Diskus inserierten Staubfäden fadenförmig und 0,9 bis 2 mm lang. Die gelben Staubbeutel sind bei einer Länge von 0,4 bis 0,6 mm eiförmig-elliptisch. In weiblichen Blüten sind die verkümmerten Staubblätter kurz. Der konische, oberständige, zweikammerige Fruchtknoten enthält je Fruchtknotenkammer zwei Samenanlagen. Der deutlich erkennbare Griffel ist an seiner Basis etwas verdickt und endet in einer etwas erweiterten Narbe.

### Frucht und Samen
In China reifen die Früchte zwischen Juli und September. Die bei einer Länge von etwa 16 mm sowie einem Durchmesser von etwa 10 mm kugelige Beere enthält zwei bis vier Samen. Die verkehrt-eiförmigen Samen sind am oberen Ende gestutzt. Der Chalazalknoten ist elliptisch.

### Chromosomenzahl
Die Chromosomenzahl beträgt 2n = 38.

## Systematik und Verbreitung
Die Erstbeschreibung von Vitis amurensis erfolgte 1857 durch Franz Josef Ruprecht in Bulletin de la Classe Physico-Mathématique de l'Académie Impériale des Sciences de Saint-Pétersbourg, Band 15, S. 266. Das Artepitheton amurensis bezieht sich auf ihren ersten Fundort das Amur-Tal mit dem gleichnamigen Fluss an der russisch-chinesischen Grenze. Ein Synonym für Vitis amurensis Rupr. ist Vitis shiragae Makino.
Vitis amurensis gehört zur Serie Vitis aus der Untergattung (Eu-)Vitis in der Gattung Vitis.
Von Vitis amurensis gibt es nur noch zwei bestätigte Varietäten:
- Vitis amurensis Rupr. var. amurensis (Syn: Vitis vinifera var. amurensis Regel 1861, Vitis amurensis var. genuina, Vitis thunbergii auct. non Sieb. et Zucc. 1886): Die Chromosomenzahl beträgt 2n = 38. Sie gedeiht nur in Höhenlagen zwischen 200 und 2100 Meter in den chinesischen Provinzen Anhui (Jinzhai), Hebei, Heilongjiang, Jilin, Liaoning, Shandong, Shanxi sowie Zhejiang.[1] Außerdem kommt sie im russischen Verwaltungsbezirke Amur sowie der Region Primorye und in Korea vor.[5]
- Vitis amurensis var. dissecta Skvortsov (Syn.: Vitis amurensis var. yanshanensis D.Z.Lu & H.P.Liang, Vitis baihuashanensis M.S.Kang & D.Z.Lu): Sie gedeiht nur in Höhenlagen zwischen 100 und 200 Meter in den chinesischen Provinzen Hebei, Heilongjiang, Jilin sowie Liaoning.[1]

In der Flora of China wird eine dritte Varietät Vitis amurensis var. funiushanensis F.S.Wang (sie wurde in Fa Song Wang, Zhu Changshan, Yang Depo & Zhang Hongda: Systematic study on the genus Vitis L. of China, In: Journal of Tropical and Subtropical Botany, Volume 8, Issue 1, 2000, S. 5 veröffentlicht), erwähnt; sie soll in Henan vorkommen, aber die Autoren der Flora of China haben kein Material dieser Varietät gesehen.

## Nutzung
Vitis amurensis wird wegen ihrer guten Pilz-Resistenz (beispielsweise gegen Mehltau und Echten Mehltau) bei der Unterlagenzüchtung als Kreuzungspartner oft verwendet. Vitis amurensis wurde als Vater bei in Ungarn durchgeführten Kreuzungen verwendet. Nach einigen Rückkreuzungen konnten sehr frostharte, ertragreiche Sorten für extreme Klimate erzielt werden.
Die Früchte können roh oder gegart und für den Winter getrocknet genutzt und in Getränken verwendet werden. Die relativ kleinen Beeren besitzen einen etwas herben Geschmack und getrocknet sind sie meist bitter. Junge Blätter können als Gemüse zubereitet, z. B. gefüllt, werden. Junge Ranken kann man auch roh essen.
Wie sehr viele andere Pflanzen auch wurde/ wird auch Vitis amurensis auf etwaige medizinische Wirkungen  untersucht. Wie bei sehr vielen anderen Pflanzen können einige Inhaltsstoffe, isoliert, unter Laborbedingungen, Wirkung auf bestimmte Krebszellen  aufweisen.
Ein gelber Farbstoff kann aus den frischen oder getrockneten Laubblättern gewonnen werden.
Die Amurrebe kann an Pergolen und Wänden als Zierpflanze verwendet werden.

## Ergänzende Literatur
- Jancis Robinson: Das Oxford Weinlexikon. Gräfe und Unzer Verlag, München 2003, ISBN 3-7742-0914-6
- Pierre Galet: Dictionnaire encyclopédique des cépages. 1. Auflage. Hachette Livre, 2000, ISBN 2-01-236331-8.
- Walter Hillebrand, Heinz Lott, Franz Pfaff: Taschenbuch der Rebsorten. 13. Auflage. Fachverlag Fraund, Mainz 2003, ISBN 3-921156-53-X. (mit historischer Systematik)